# Mniarum biflorum
Mniarum biflorum là loài thực vật có hoa thuộc họ Cẩm chướng. Loài này được J.R. Forst. & G. Forst. mô tả khoa học đầu tiên.